# Nieuwe bouwen

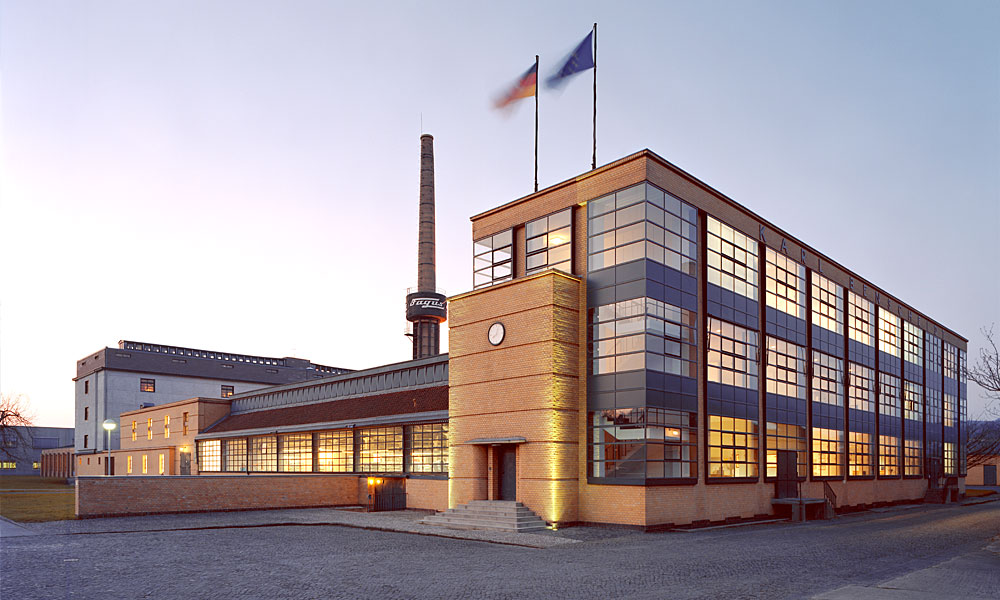
Gropius en Meyer, Fagusfabriek, Alfeld, 1911

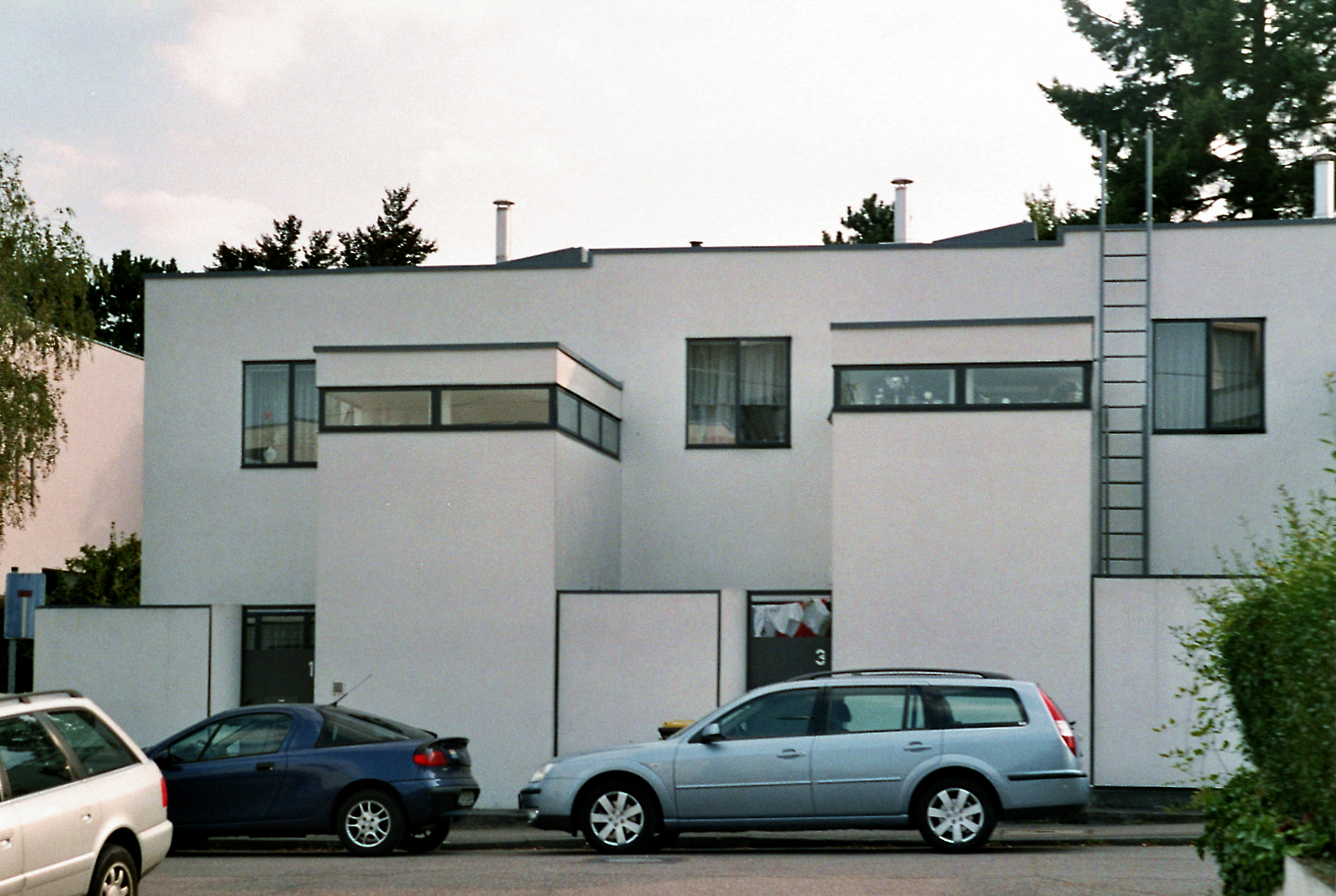
J.J.P. Oud, Weissenhofsiedlung, Stuttgart, 1927

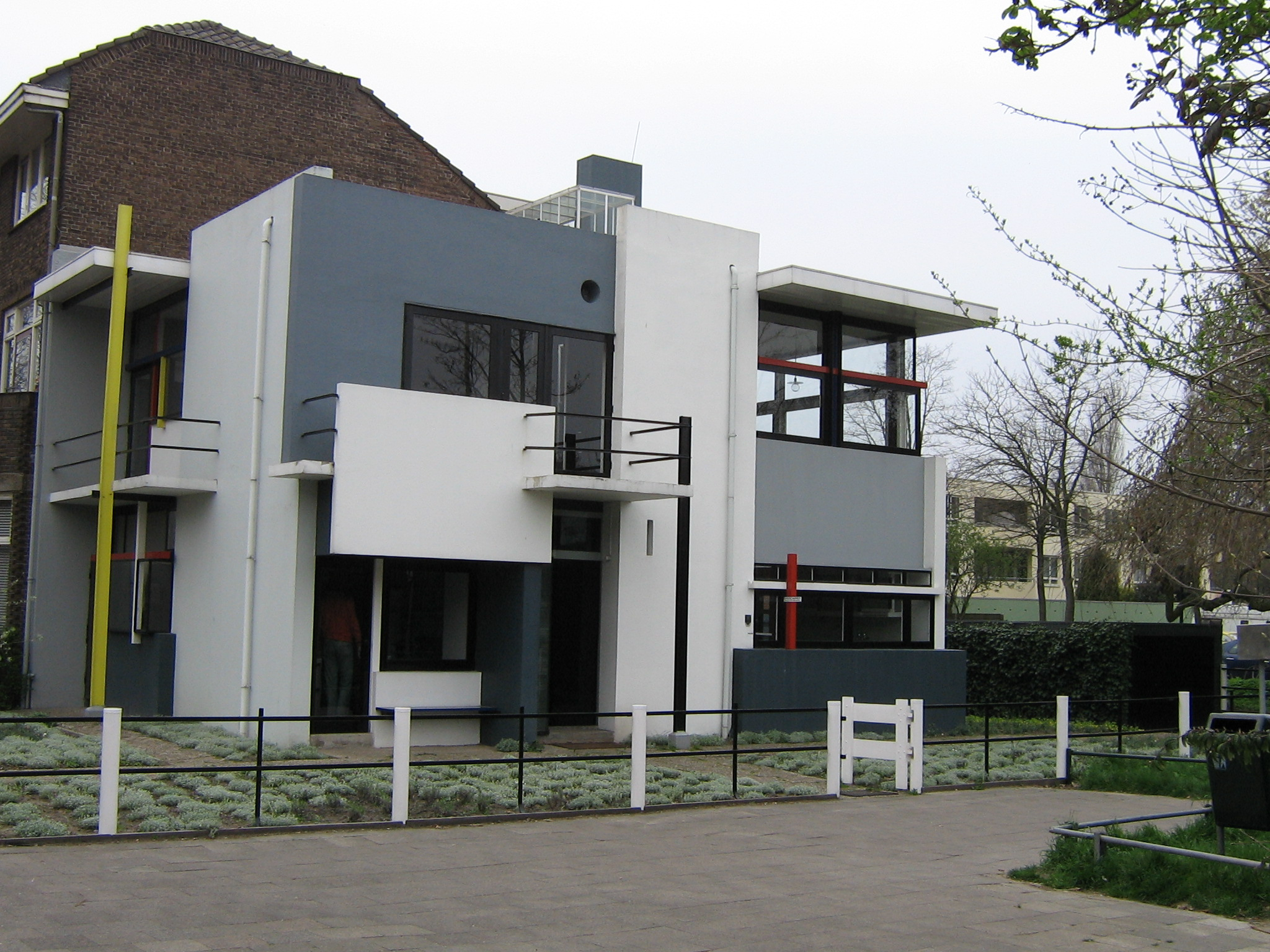
Gerrit Rietveld, Rietveld-Schröderhuis, Utrecht, 1924

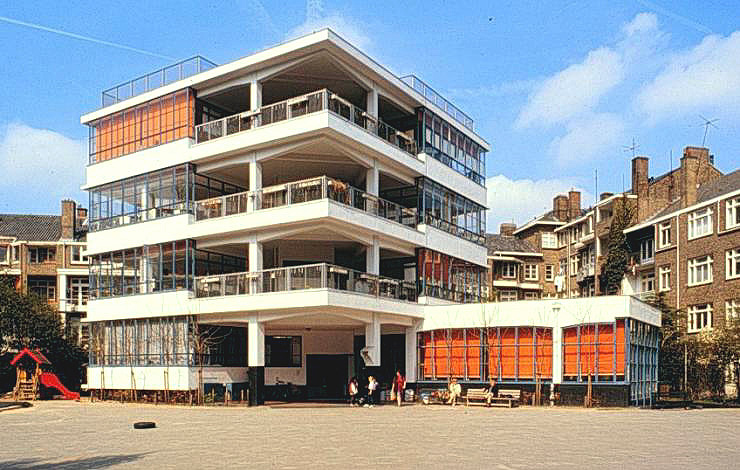
Jan Duiker, Openluchtschool, Amsterdam, 1930 (Foto: bma.amsterdam.nl)

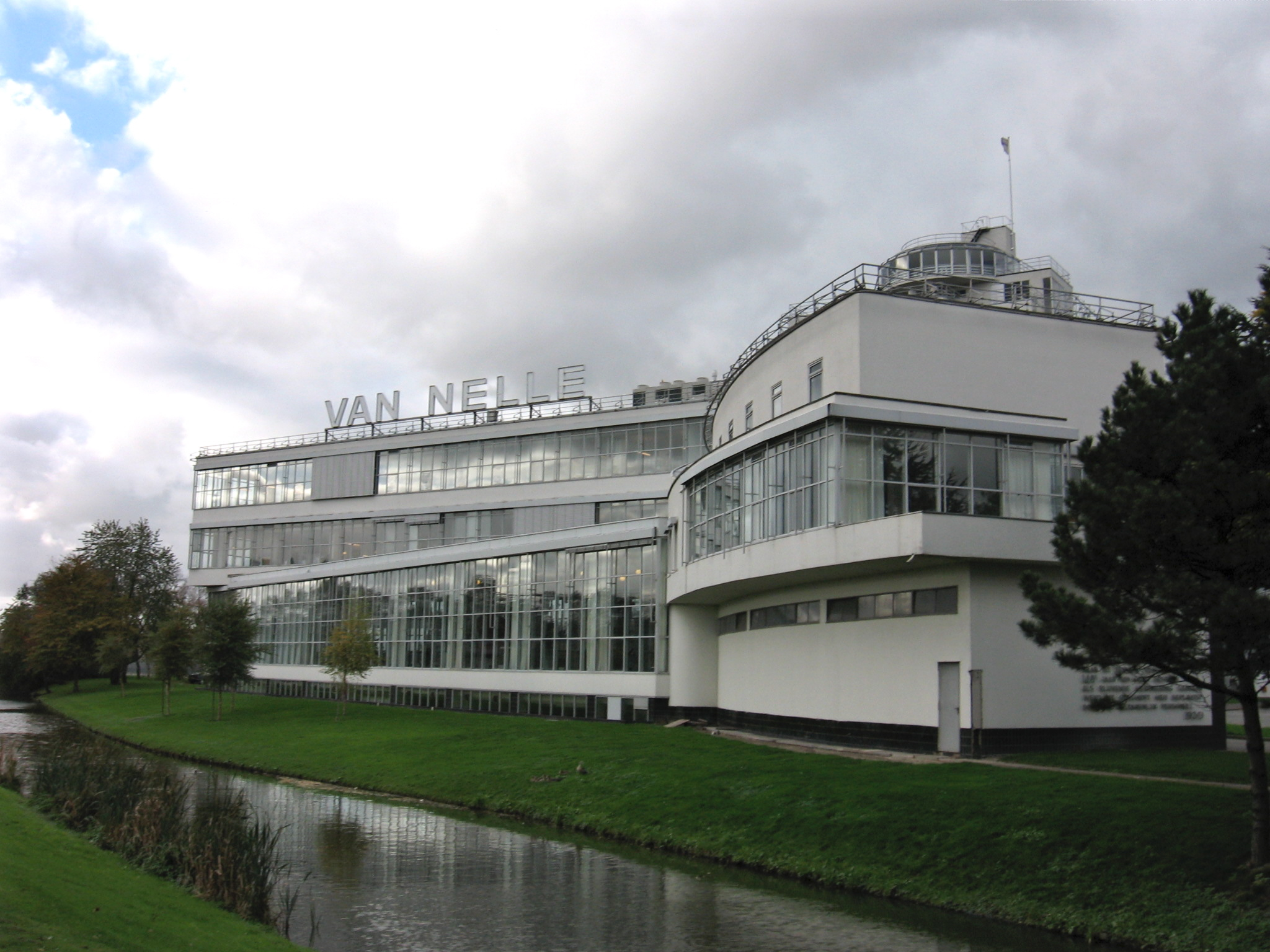
Brinkman en Van der Vlugt, Van Nellefabriek, Rotterdam, 1931

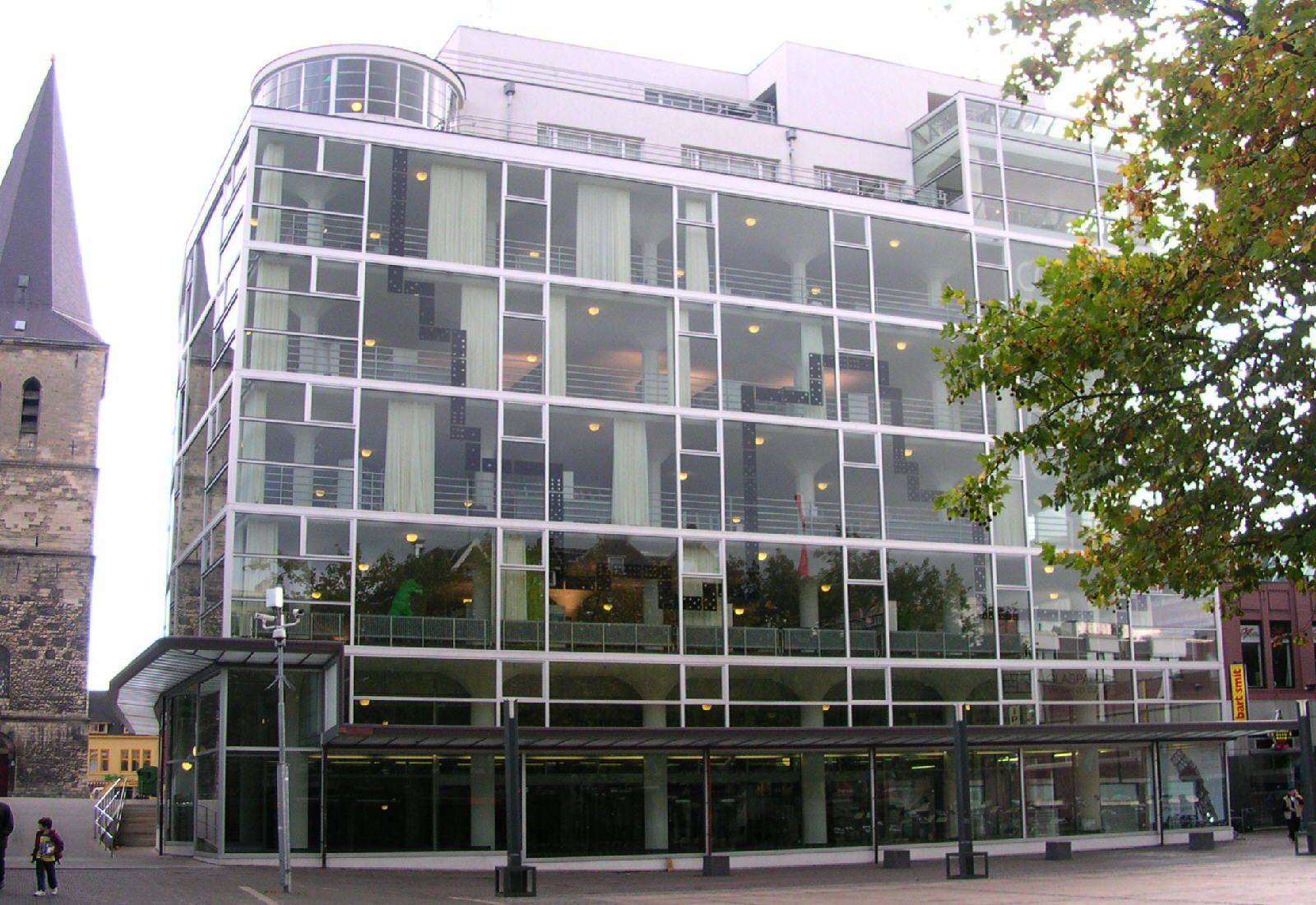
Frits Peutz, Glaspaleis, Heerlen, 1933

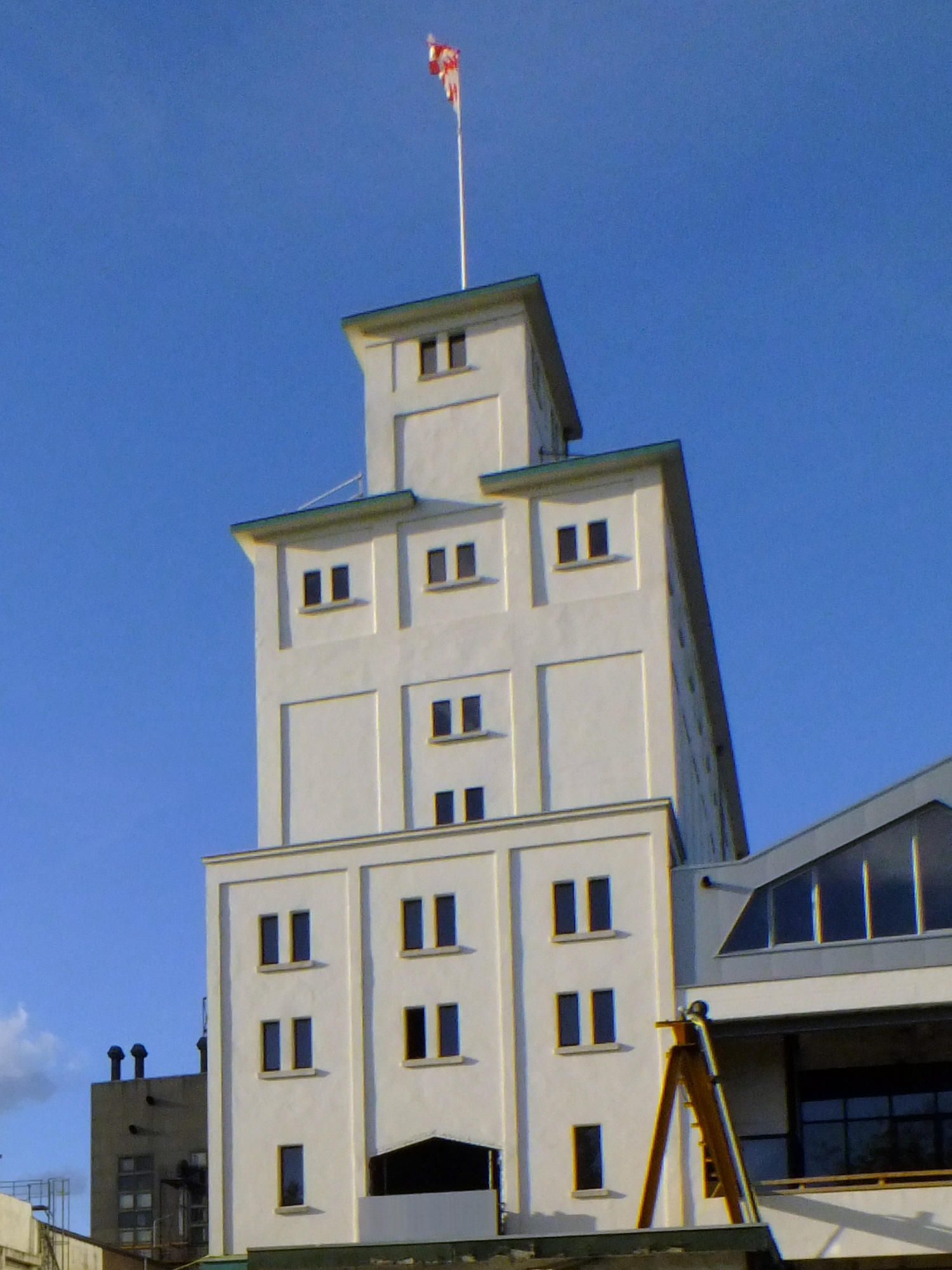
Jan Wiebenga, CHV-silo, Veghel, 1915

Het nieuwe bouwen (ook wel Nieuwe Zakelijkheid) is een verzamelnaam voor verschillende bouwstijlen en radicale vernieuwingen in de architectuur in de periode van 1915 tot circa 1960.

## Ontstaan in Duitsland
De term "nieuwe bouwen" is ontstaan in de jaren twintig en wordt gebruikt voor de moderne architectuur die zich in deze periode in Duitsland, Nederland en Frankrijk tot een belangrijke stroming ontwikkelde. Kenmerken van het Nieuwe Bouwen zijn functionaliteit en het ontbreken van versieringen. Als begin van het Nieuwe Bouwen wordt vaak de Fagusfabriek van Walter Gropius en Adolf Meyer genoemd. De internationale doorbraak van het Nieuwe Bouwen vond plaats na de Tweede Wereldoorlog, met het hoogtepunt in 1960.
De architecten van het nieuwe bouwen verwierpen nationale en regionale tradities, en pronken en de schijn ophouden. Ze streefden naar een nieuwe zuivere vormentaal die gebaseerd werd op eenvoudige onversierde volumes. Zuivere stereometrische vormen vrij in de ruimte geplaatst.
De ontwikkeling van het nieuwe bouwen verliep niet in één lijn van de aanzet, de Fagusfabriek, naar het hoogtepunt, het Bauhausgebouw in Dessau. Net na de Eerste Wereldoorlog ontstond de Bauhausbeweging onder leiding van Walter Gropius, de romantische ambachtsideeën en terugkeer naar het ambachtelijke handwerk was de expressionistische fase van het Bauhaus. Ludwig Mies van der Rohe beschouwde de Amsterdamse Koopmansbeurs (1903) (Beurs van Berlage) als een belangrijke inspiratiebron voor zijn eigen werk.

Erich Mendelsohn en Ludwig Mies van der Rohe, vertegenwoordigers van De Stijl, deelden de afkeer van de industrie en techniek niet. Gropius wijzigde zijn koers; de expressionistische fase was voorbij. Vanaf 1922 was het nieuwe bouwen een samenwerking tussen kunst en techniek.

## Ontwikkeling in Nederland en daarbuiten
In Nederland zijn vooral Theo van Doesburg (1883-1931), Cornelis van Eesteren (1897-1988) en Gerrit Rietveld (1888-1964) bekend om het functiegescheiden bouwen. Zij werden geïnspireerd door Le Corbusier (1887-1965) en Tony Garnier (1869-1948). Van Garnier wordt gezegd dat hij als eerste grote, voordelige appartementencomplexen ontwierp en dat hij wellicht de eerste en belangrijkste inspirator voor deze beweging was, met name voor Le Corbusier. Baanbrekend was Garniers eerste grote publicatie Une cité industrielle, étude pour la construction des villes (1917). Ideeën die Garnier in deze publicatie over functiescheiding in de stedenbouw uitwerkte, ontstonden bij hem al rond 1902. Van Eesteren is vooral bekend geworden door de toepassing van deze visie in het Algemeen Uitbreidingsplan voor Amsterdam ('AUP', vanaf 1929).
De functiescheiding in de stedenbouwkunde was rond 1920 een reactie op de erbarmelijke woonsituatie van veel mensen rond het einde van de negentiende eeuw. Garnier was een heel bevlogen ontwerper die met geavanceerde technische ideeën streefde naar sociaal-utopische vormen van samenleven. In 1917 werd de kiem gelegd voor de opdracht van de Franse stad Lyon aan Garnier om een hele woonwijk te bouwen, de 'wijk van de Verenigde Staten'. Daarin zouden aanvankelijk circa 5.000 woningen moeten worden gebouwd. Dat werden er uiteindelijk 1563. De woningen kregen stromend water, elektriciteit en toiletten, wat voor die tijd heel bijzonder was. Garnier wilde drie bouwlagen; het werden uiteindelijk veelal complexen met zes lagen — een vroege vorm van hoogbouw.
Fundamentele kritiek op de functiescheiding in de stedenbouw gaven Jane Jacobs (1961: The Death and Life of Great American Cities) en Christopher Alexander (1965: A city is not a tree). Functiegescheiden bouwen is volgens Alexander voor ontwerpers gemakkelijker. Maar terwijl het inmiddels al diverse malen is afgezworen, blijkt de praktijk toch weerbarstiger. Later zijn het kritische hoofdstuk De vloek van de functiescheiding in de nota 'Amsterdam buiten de gordel' (2004) en de adviesnota 030 van de VROM-raad (Grotestedenbeleid, voortzetten en verbouwen). In deze nota komt naar voren dat woonwijken door de sterke functiescheiding lastig op te nemen zijn in een beleid dat de kwetsbare wijken uit het slop wil trekken. Cilian Terwindt ging in een Openbare Les, uitgesproken op 13 oktober 2004 in Amsterdam, tegen de functiescheiding in met een pleidooi voor een meervoudig en intensief ruimtegebruik in de steden ('MIR'). Een voorbeeld van een mix van wonen, werken, winkelen en uitgaan is de Kop van Zuid in Rotterdam.
Ook Frank Bijdendijk, Amsterdams corporatiedirecteur, toonde zich in februari 2007 in Buitenhof en in enkele boeken kritisch over de functiescheiding. In zijn Met andere ogen maakte hij duidelijk hoe groot de invloed van functiemenging is op de waarde van het onroerend goed per Amsterdamse buurt: hoe minder functiemenging, hoe lager de waarde. Hierbij moet aangetekend worden dat diverse deskundigen rond 2006 hebben gesteld dat lokale beleidsmakers hele woongebieden bewust 'de grond in hebben geschreven' om een rechtvaardiging te creëren voor vrij massale sloop en nieuwbouw.
J.E. Abrahamse en R. Noyon onderzochten hoe het mogelijk is dat de oude Amsterdamse binnenstad al eeuwenlang functioneert en allerlei maatschappelijke veranderingen aan kan, terwijl het in de naoorlogse uitbreidingen escaleerde. De inleiding van hun publicatie draagt de titel Bouwen voor de eeuwigheid en bouwen voor de sloop. De auteurs baseren hun conclusies op een analyse van de rol van de opdrachtgevers (zowel particulieren als recenter de woningcorporaties), de ontwerpers (zowel stedenbouwkundigen als architecten) en bouwbedrijven. Zij roepen in hun slothoofdstuk op tot herinvoering van zelfbewust en minder bureaucratisch opdrachtgeverschap, met een sterkere rol van 'de markt' en privé-kapitaal.
In de Tuinstad Slotermeer in Amsterdam Nieuw-West is in oktober 2010 het Van Eesterenmuseum geopend waar een beeld wordt gegeven van het erfgoed van Cornelis van Eesteren. Daarbij wordt door sommigen met een schuin oog gekeken naar het Musée Urbain Tony Garnier in Lyon.

## Kenmerken van het nieuwe bouwen
- Transparantie, ruimte, licht en lucht. Dit werd mede bereikt door het gebruik van moderne materialen en constructiemethoden. In de woningbouw werd het gesloten woonblok vervangen door strokenbouw (aaneengeschakelde woningen).
- Functionaliteit: ook de architectuur wordt bepaald door het materiaal en de constructies van de samenstellende onderdelen.
- Symmetrie en herhaling: een evenwichtige verhouding van ongelijke delen.
- Kleurgebruik: niet als versiersel of ornamenteel maar als organisch uitdrukkingsmiddel.Bruno Taut, Siedlung Onkel Toms Hütte, Berlijn

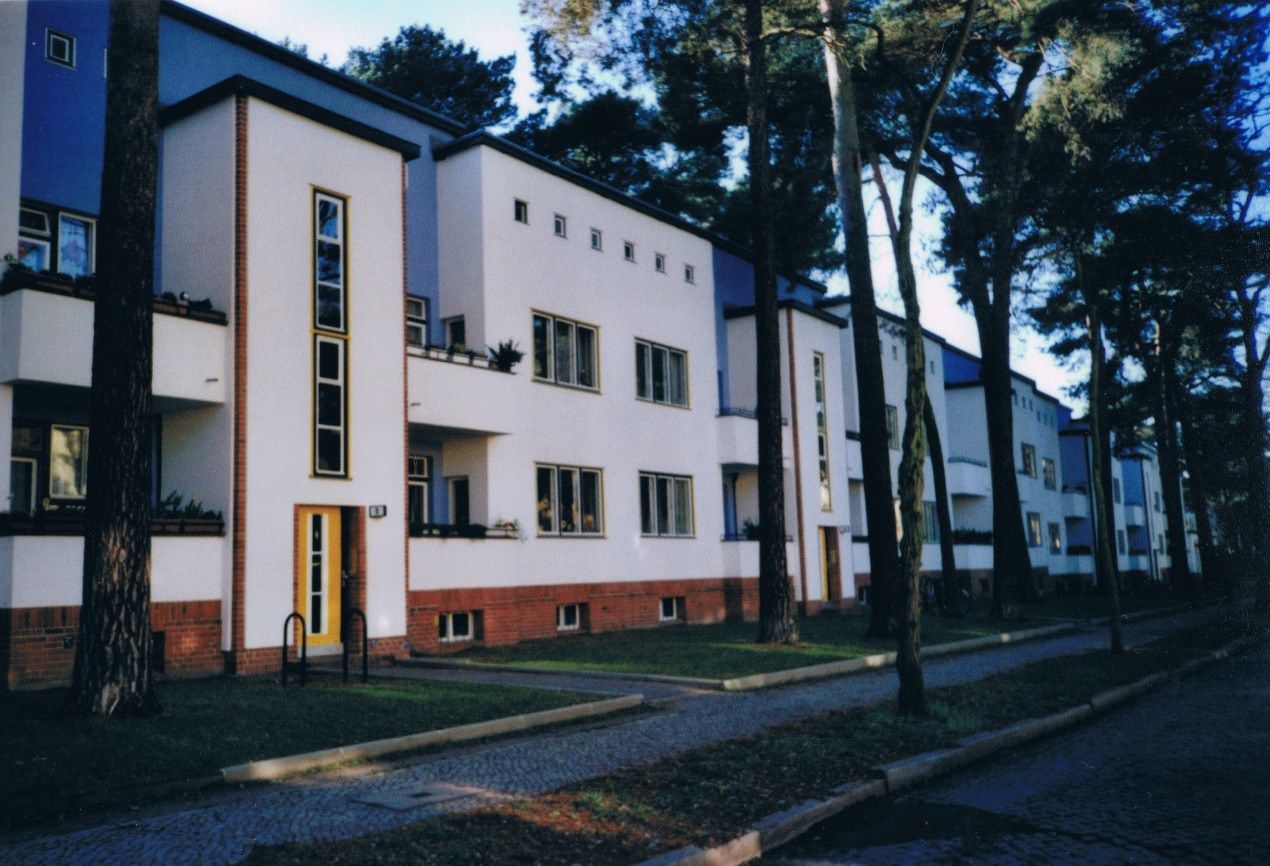
Bruno Taut, Siedlung Onkel Toms Hütte, Berlijn

- Functiescheiding: kenmerkend voor het Nieuwe Bouwen is de scheiding tussen wonen, werken, verkeer en recreatie. Hoe deze vier functies uit elkaar gehouden worden, is goed te zien in de oorspronkelijke opzet van de Bijlmermeer. Elke functie is er op grote schaal maar op zichzelf gepland, als een monocultuurtje, duidelijk apart van iedere andere functie. Hetzelfde is in wisselende gradaties ook in tal van stadswijken in binnen- en buitenland te zien. De Westelijke Tuinsteden in Amsterdam worden vaak als voorbeeld genoemd. Gevolgen van de functiescheiding zijn: meer verkeer en — volgens berichten in de media[bron?], eind januari 2007 — een ongezondere levensstijl, vooral vanwege een gebrek aan lichaamsbeweging, 'uitgelokt' door de manier waarop woningen, winkels en toegankelijke parkeerruimte over de wijken verdeeld zijn.

De wijken die gebouwd zijn volgens het concept van het nieuwe bouwen, worden enerzijds verguisd en gemeden, en zijn anderzijds geliefd en worden bewonderd. Geliefd vanwege de fantastische speelruimte voor jonge kinderen. Bewonderd om bijvoorbeeld het vele en mooie groen, de schitterende zichtlijnen en de rangschikking van woonblokken. Verguisd en gemeden, omdat ze zo ver van het stadscentrum liggen en vanwege het karakter van 'slaapsteden' waar niets te doen is voor jongvolwassenen. In sommige publicaties wordt er op gewezen dat de functiescheiding zich niet beperkt tot buurten en wijken, maar zich over veel grotere afstanden uitstrekt. Dit wordt vooral zichtbaar in alsmaar groter wordende woon-werkafstanden.
Het blijkt nu dat verwaarlozing van het onderhoud in grote, eenzijdige woonwijken een probleem is, vooral wanneer de bevolking minder draagkrachtig is, de privatisering doorgaat en verkeerd uitpakt. Ook wordt wel gesteld, dat in zulke wijken het ontstaan van sociale verbanden eerder belemmerd dan bevorderd wordt. Sterker nog, de sociale veiligheid blijkt nogal eens problematisch. In een extreme vorm heeft de functiescheiding in Frankrijk geleid tot zeer kwetsbare wijken (Zones Urbaines Sensibles, 'ZUS'), die najaar 2005 indringend in het nieuws kwamen. Voor Bijdendijk was dit aanleiding om fotoreportages te laten maken, die uiteindelijk verschenen in zijn Wonen in wanhoop, een boekje waarin opvallend veel grote 'woonkazernes' te zien zijn.
Er zijn aanwijzingen uit onderzoeken naar de leefbaarheid, dat de complexe, gedifferentieerde binnenstad beter scoort dan de grote woonwijken uit bijvoorbeeld het Amsterdamse Uitbreidingsplan.

## Bekende voorbeelden van het nieuwe bouwen
- Fagusfabriek van Walter Gropius en Adolf Meyer (Alfeld an der Leine, 1911-1913)
- Ontwerp glazen wolkenkrabber van Ludwig Mies van der Rohe (1920-1921)
- Het Witte Dorp (Rotterdam) van J.J.P. Oud (Rotterdam, 1922)
- Kossel I en II Bloemhof (Rotterdam) van F.G.C. (Frans) Hulsbosch (Rotterdam, 1921-1922, 1923-1925)
- De Kiefhoek van J.J.P. Oud (Rotterdam, 1922)
- Rietveld-Schröderhuis van Gerrit Rietveld (Utrecht, 1924)
- Betondorp van Dick Greiner en Jan Gratama (Amsterdam, 1924)
- Bauhaus-school van Walter Gropius (Dessau, 1925)
- Sanatorium Zonnestraal van Jan Duiker (Hilversum, 1928)
- Villa Savoye van Le Corbusier (Poissy, 1928-1931)
- Nedinscogebouw van Hans Schlag (Venlo, 1929)
- De Witte stad van Tel Aviv (1929)
- Van Nellefabriek van Johannes Brinkman en Leendert Cornelis van der Vlugt (Rotterdam, 1931)
- Huis Sonneveld van Johannes Brinkman en Leendert Cornelis van der Vlugt (Rotterdam, 1932)
- Glaspaleis Schunck van Frits Peutz (Heerlen, 1933)
- Monseigneur Laurentius Schrijnenhuis van Frits Peutz (Heerlen, 1933)
- Bergpolderflat van Willem van Tijen, Johannes Brinkman en Leendert Cornelis van der Vlugt (Rotterdam, 1933)
- De Westelijke Tuinsteden en de wijk Buitenveldert in Amsterdam, onderdelen van het Algemeen Uitbreidingsplan van Cornelis van Eesteren uit 1934
- Sanatorium Joseph Lemaire van Maxime Brunfaut (Tombeek, België, 1937)